# Rothmannia macrophylla
Rothmannia macrophylla är en måreväxtart som först beskrevs av Joseph Dalton Hooker, och fick sitt nu gällande namn av Cornelis Eliza Bertus Bremekamp. Rothmannia macrophylla ingår i släktet Rothmannia och familjen måreväxter. Inga underarter finns listade i Catalogue of Life.